# Кирхдорф на Кремсу
Кирхдорф на Кремсу град је у Аустрији, смештен у средишњем делу државе. Значајан је град у покрајини Горња Аустрија, где је седиште истоименог округа Кирхдорф на Кремсу.

## Природне одлике
Кирхдорф на Кремсу се налази у средишњем делу Аустрије, 240 км западно од Беча. Главни град покрајине Горње Аустрије, Линц, налази се 60 km северозападно од града.
Град Кирхдорф на Кремсу се налази у северној подгорини Алпа, на малој реци Кремс, притоци реке Траун. Надморска висина града је око 450 m.

## Становништво
| 1971. | 1981. | 1991. | 2001. | 2011. |
| ----- | ----- | ----- | ----- | ----- |
| 3.512 | 3.702 | 3.738 | 4.099 | 4.048 |

Данас је Кирхдорф на Кремсу град са око 4.000 становника. Последњих деценија број градског становништва стагнира.

## Галерија
- Главни трг у Кирхдорфу
- Банка на тргу
- Градска римокатоличка црква